# Justo Apu Sahuaraura (distrito)
O Distrito peruano de Justo Apu Sahuaraura é um dos dezessete distritos que formam a Província de Aymaraes, situada no Apurímac, pertencente a Região Apurímac, Peru.

## Transporte
O distrito de Justo Apu Sahuaraura é servido pela seguinte rodovia:
- AP-108, que liga a cidade de Chapimarca ao distrito de Antabamba[2][3][4]